# Crocus oreocreticus
Crocus oreocreticus är en irisväxtart som beskrevs av Brian Laurence Burtt. Crocus oreocreticus ingår i släktet krokusar, och familjen irisväxter. Inga underarter finns listade i Catalogue of Life.